# کارل بیسینگر
کارل بیسینگر (انگلیسی: Karl Bissinger; ۵ نوامبر ۱۹۱۴ – ۱۹ نوامبر ۲۰۰۸) یک عکاس آمریکایی بود که اواسط قرن بیستم بیشتر به خاطر پرتره‌هایش از چهره‌های برجسته در دنیای هنر پس از جنگ جهانی دوم و با سفرهای منظم و ویژگی‌های مد در مجلات مشهور شناخته می‌شود. حرفه بیسینگر به عنوان یک عکاس بعد از فعالیت‌های او برای جریان‌های مقاومت در جنگ جهانی دوم و سایر سازمان‌های صلح‌طلب قرار داشت.

## زندگی‌نامه
سال‌های اولیه
کارل بیسینگر در سال ۱۹۱۴ در سینسیناتی، اوهایو به دنیا آمد. او به عنوان دانش‌آموز دبیرستانی در موزه هنر سینسیناتی هنر خواند و به منهتن نقل مکان کرد، جایی که در اواخر دهه ۱۹۳۰ در اتحادیه دانشجویان هنر نیویورک به تحصیل نقاشی پرداخت.

### حرفه
اولین ارتباط بیسینگر با عکاسی زمانی بود که او یک متخصص مد برای استودیوهای انتشارات کوند ناست بود، جایی که او با برخی از عکاسان پرتره و مد، از جمله سیسیل بیتون، جورج هوینینگن-هوینه، اروینگ پن و جان رالینگ رابطه برقرار کرد. او بخشی از گروهی بود که با ریچارد اودان در جزیره آتش زندگی می‌کردند، ریچارد یک دوربین به او قرض داد و او را تشویق کرد که عکس بگیرد. اولین سوژه‌های عکاسی او همسر و نویسنده اودان، جیمز بالدوین بود. اودان تحت تأثیر کار بیسینگر قرار گرفت و او را نزد لیلیان باسمن، مدیر هنری جونیور بازار فرستاد.
اولین ماموریت او به عنوان عکاس برای جونیور بازار بود و به گرفتن پرتره و عکاسی مد برای هارپرز بازار، تیاتر آرتز، تاون اند کانتری و وگ پرداخت. بیسینگر به صحنه هنر علاقه پیدا کرد و از ترومن کاپوتی در صحنه فیلمبرداری در پاریس و مارلون براندو جلوی پنجره آپارتمانش در شهر نیویورک عکس گرفت.

### سال‌های بعد
بیسینگر در دهه ۱۹۵۰ عکاسی را به عنوان یک حرفه ترک کرد و بر مسائل سیاسی تمرکز کرد و در تعدادی از سازمان‌های صلح مشارکت کرد. او با جولیان بک و جودیت مالینا، بنیانگذاران د لیوینگ تی‌یاتر، در یک تظاهرات در اوایل دهه ۱۹۶۰ ملاقات کرد و از اجراهای آنها عکس گرفت.

### مرگ و میراث
بیسینگر در سن ۹۴ سالگی در ۱۹ نوامبر ۲۰۰۸ در خانه‌اش در منهتن در جامعه هنرمندان وستبث درگذشت. علت مرگ فاش نشده است.